# Комар Ганна Геннадіївна
Комар Ганна Геннадіївна (біл. Ганна Комар; нар. 20 березня 1989, м. Барановичі, Берестейська область, БРСР, СРСР) — білоруська поетеса, письменниця, перекладачка. Членкиня Союзу білоруських письменників.

## Біографія
Ганна Комар народилась 20 березня 1989 року у місті Барановичі, Берестейська область, БРСР, СРСР.
Навчалась у Барановської школі № 19 та ліцеї № 1. Закінчила факультет англійської мови Мінського державного лінгвістичного університету, Білоруський колегіум, Школу молодого письменника. Навчається у Школі поезії та перекладу Союзу білоруських письменників. Відвідувала перекладацьку майстерню.
Живе у Мінську, столиці Республіки Білорусь.

### Поезія
- Страх вышыні. — Мн.: Кнігазбор, 2016.
- Recycled. — London: Hertfordshire Press, 2018.
- Мы вернемся. — Масква: Угар, 2022.

### Переклади
- Чарльз Букоўскі. Святло, і паветра, і месца, і час: зборнік перакладаў / [аўтар-укладальнік Г. Комар; пераклад з англійскай Г. Комар, Ю. Цімафеевай, Н. Бінкевіч]. — Мн. : Harvest, 2017. — 127 с. ; 18 см. — 1000 екз. — ISBN 978-985-18-4133-8

## Нагороди
- Премія імені Марзії Закир'янової за найкращий жіночий твір (2017, Стокгольм)[3]
- Премія «Дебют» у категорії «художній переклад» за збірник Чарльза Буковського «Світло, і повітря, і місце, і час» (разом з Юлією Тимофеєвою і Наталією Бінкевич)[4][5]
- Премія Союзу письменників Норвегії за свободу слова (2020)[6]